# 掌賞娛樂
掌赏娱乐（Ovation Entertainment Limited），全名為掌賞娛樂有限公司，是一家總部位於香港的华语娛樂公司，业务包括艺人管理、電影製作與發行、演唱会策划统筹等。
曾主办郑中基《One More Time 世界巡回演唱会》、侧田《第一秒音乐会2022》、林二汶《The Beginning of Faith Live 演唱会》、梁咏琪《好时辰巡回演唱会-香港站》、郑中基《Play It Again 世界巡回演唱会》等。出品电影《济公之降龙有悔》、《临时械劫/临时劫案》。
另有关联公司掌賞综艺集团（艺人经纪管理）、掌賞電影（电影制作业务）

## 藝人经纪业务
- 梁詠琪 （掌賞綜藝集團 2022）

## 演唱会及活动
| 歌手               | 名稱、日期及地點 |
| 群星               | 2014《不朽傳奇·舞台上的羅文纪念演唱會》 香港·香港会议会展中心展览厅 2014年12月19日 |
| 2PM                | 2015《2PM World Tour GO CRAZY!》 香港·亞洲國際博覽館 2015年2月14日 |
| 李敏镐             | 《李敏镐香港演唱会2015》 香港·亞洲國際博覽館 2015年3月21日 |
| 许志安             | 《COME ON许志安演唱会2015》 香港·紅磡香港體育館 2015年5月1日-5月3日 |
| 太极乐队           | 2015《The Mega Hit 30 週年演唱會》 香港·紅磡香港體育館 2015年5月30日-5月31日 |
| 慢慢说乐团         | 2016《Murmurshow 香港演唱會》 香港·九龍灣國際展貿中心 Music Zone 2016年1月10日 |
| 黎明               | 《黎明Leon 30th Anniversary Random Love Songs 4D in Live 2016》 香港·中环海滨活动空间 2016年4月29日-5月3日 |
| 韦礼安             | 2016《放开那女孩演唱会 - 香港站》 香港·九龙湾国际展贸中心 汇星STAR HALL 2016年6月18日 |
| Air Supply         | 2016《40周年巡回演唱会 - 香港站》 香港·九龙湾国际展贸中心 汇星STAR HALL 2016年6月19日 |
| Earth, Wind & Fire | 2016《First Time Ever Live in Hong Kong》 香港·亞洲國際博覽館,Hall 10 2016年9月24日 |
| 郑中基             | 《Play It Again 世界巡回演唱会》 澳门·威尼斯人金光综艺馆 - 2016年9月10日 香港·紅磡香港體育館 - 2017年1月27日-1月30日 台北·台北小巨蛋（演唱会管理，非主办） - 2017年12月23日 |
| 张学友             | 2016《A Classic Tour 学友·经典世界巡回演唱会 - 香港站》 香港·紅磡香港體育館 - 2016年12月4日-12月29日 |
| 郑少秋             | 2017《半世纪·大时代世界巡回演唱会 - 香港站》 香港·紅磡香港體育館 - 2017年5月28日-5月29日 澳门·威尼斯人金光综艺馆（演唱会管理，非主办） - 2017年9月30日 |
| 胡枫               | 2018《86破晒记录演唱会 - 香港站》 香港·紅磡香港體育館 - 2018年2月10日-2月11日 |
| 梁咏琪             | 2018《好时辰世界巡回演唱会 - 香港站》 香港·紅磡香港體育館 - 2018年5月4日-5月5日 |
| 郑中基             | 2019《One More Time世界巡回演唱会》 香港·紅磡香港體育館 - 2019年2月4日-2月6日，2月8日-2月9日 美国·LA - 2019年6月29日 美国·Reno - 2019年7月6日 新加坡·圣淘沙名胜世界会议中心 - 2019年8月24日 澳门·威尼斯人金光综艺馆 - 2019年11月30日 |
| 林二汶             | 2021《The Beginning of Faith Live - 香港站》 香港·紅磡香港體育館 - 2021年3月27日-3月28日 |
| 陈凯咏             | 2021《UNBORDERED 演唱會》 香港·九龍灣國際展貿中心 Star Hall - 2021年12月11日-12月12日 |
| 侧田               | 2022《第一秒音乐会》 香港·會議展覽中心 HALL 5BC - 2022年8月20日-8月21日、11月26日-11月27日 |
| 梁咏琪             | 2023《時間遇上我們演唱會》 香港·紅磡香港體育館 - 2023年2月17日-2月19日 广州·广州体育馆1号馆 - 2023年8月5日 东莞·东莞银行篮球中心 - 2023年8月26日 深圳·深圳湾体育中心“春茧”体育馆 - 2023年9月3日 上海·上海东方体育中心 - 2023年9月23日 北京·首都體育館 - 2023年10月28日 南寧·廣西體育中心體育館 - 2023年11月26日 佛山·佛山國際體育文化演藝中心 - 2023年12月2日 重慶·華熙文體中心 - 2023年12月9日 吉隆坡·Mega Star Arena - 2023年12月30日 澳門·銀河綜藝館 - 2024年3月23日 成都·成都金融城演藝中心 - 2024年3月30日 台北·臺北小巨蛋 - 2024年4月13日 南京·南京奧林匹克體育中心體育館 - 2024年5月4日 武漢·武漢光谷國際網球中心 - 2024年5月11日 福州·福州海峽奧林匹克體育中心綜合體育館 - 2024年6月15日 |
| 江海迦             | 2023《ONEDERFUL演唱會》 香港·紅磡香港體育館 - 2023年8月26日-8月27日 |

## 电影制作与出品
| 时间         | 作品名称                                                                                       | 备注                |
| 2019年2月5日 | 《济公之降龙有悔》 导演：林子聪 主演：陈浩民、林子聪、徐申东、苑琼丹，张艺骞等                 | - 掌賞電影 联合出品 |
| 待上映       | 《临时械劫/临时劫案》 导演：麦启光 监制：尔冬升 主演：郭富城、林家栋、任贤齐、张可颐、胡定欣等 | - 掌賞電影 联合出品 |